# Srpska kinematografija
Srpska kinematografija uključuje filmsku umjetnost u Srbiji i srpskih autora u inozemstvu. Srbija, kao i bivša Jugoslavija, dom je mnogih svjetski poznatih filmova i redatelja.

## Srpsko kazalište i kino
Srbija ima dugu kazališnu tradiciju. Srpsko narodno kazalište osnovano je 1861. u zgradi koja je izgrađena 1868. godine. Opera se počela prikazivati krajem 19. stoljeća i utemeljen je stalni postav opere 1947. godine. Iste je godine osnovan balet.
Beogradski međunarodni kazališni festival (Bitef) jedan je od najstarijih kazališnih festivala na svijetu. Stalni podnaslov Bitefa su nove kazališne tendencije. Osnovan je 1967. i od tada kontinuirano prati i podržava najnovije kazališne trendove. Postao je jedan od pet najvažnijih i najvećih europskih festivala i jedna od najvažnijih kulturnih institucija u Srbiji.
Kino je u Srbiji utemeljeno rano, s 12 filmova snimljenih do početka Drugog svjetskog rata. Najvažniji predratni film bio je film Mihajla Popovića: Bitka za Kosovo 1939. godine.
Nakon Drugog svjetskog rata, kino je napredovalo. Najvažniji poslijeratni redatelj bio je Dušan Makavejev koji je međunarodno priznat za film "Ljubavni slučaj ili tragedija službenice PTT-a" iz 1967. Zoran Radmilović bio je jedan od najvažnijih filmskih glumaca u poslijeratnom razdoblju.
Srpska filmografija nastavila se razvijati i nakon raspada Jugoslavije do danas. Emir Kusturica osvojio je dvije Zlatne palme za najbolji igrani film na Filmskom festivalu u Cannesu, za filmove "Otac na službenom putu" iz 1985. i "Underground" iz 1995. Godine 1998., Emir Kusturica je osvojio je  Srebrnoga lava za film "Crna mačka, bijeli mačor."
Tijekom 2001., u Srbiji je bilo 167 kina, a tijekom te godine posjetilo ih je više od 4 milijuna Srba. Godine 2005., film Gorana Paskaljevića "San zimske noći" izazvao je kontroverze oko njegove kritike uloge Srbije u jugoslavenskim ratovima 1990-ih.